# 柏原里砂
柏原 里砂（かしはら りさ 1976年〈昭和51年〉11月3日 - ）はフリーアナウンサー。エフエム香川のアナウンサー・元ディレクターである。愛称はカッシー・。

## 人物
- JOY-U・CLUBを9年一ヶ月に渡って担当した。
- JOY-U・CLUBのドS番長を名乗っていた時期があった。
- 大人になるまで蛍を見たことがなかった。（JOY-U・CLUBより）
- 2010年にFM香川のアナウンサー職を離れたが2012年に復帰。
- 2010年4月に双子の男児を出産した事をTwitterで語っている。
- KASSY名義での漫画活動を行っている。

## 現在の番組
- 出演
  - さぬき市再発見ラジオ~遊びの達人~
  - JOY-U・CLUB

## 過去の番組
- 出演
  - 局アナバトルROUND3
  - イオン高松 presents アフタヌーン ブリーズ
  - GODA USA COLLECTION
  - Passion Live〜情熱生放送〜WEEKEND SHUTTLE
- ディレクター
  - 続・麺通団のUDON RADIO うどラヂ!